# Balázs Maruszki
 (mai 2025).
Balázs Maruszki (né le 23 octobre 1968 à Budapest) est un scénariste, acteur hongrois de cinéma et de télévision.

## Biographie
Balázs Maruszki est diplômé de l'Université des Arts du Théâtre et du Cinéma en tant que dramaturge en 1997. Il travaille au Fonds national hongrois du cinéma comme script doctor. Il a enseigné à l'Université métropolitaine en 2018. Il participe régulièrement à des ateliers de développement en tant que mentor (Filmtett, Mediawawe, Incubator, Cinelink).

## Filmographie

### Comme scénariste

#### Cinéma
- 2002 : Ébrenjárók
- 2010 : Les Enfants du Dragon Vert [3]
- 2013 : Höskeresö
- 2014 : A rajzoló
- 2019 : Pécsi szál
- 2022 : Együtt kezdtük
- 2023 : Mellékszereplök
- 2023 : Memento mori - A váci legenda
- 2023 : Magasmentés
- 2023 : Semmelweis

#### Télévision
- 2003 : Tea
- 2010 - 2014 : Hacktion

### Comme acteur

#### Cinéma
- 2002 : Ébrenjárók
- 2014 : A rajzoló
- 2018 : La Fin du jour
- 2020 : Megbélyegzettenii
- 2025 : Guido's New Lifeii

#### Télévision
- 2013 : Höskeresök
- 2014 : A rajzoló

### Script

#### Cinéma
- 2001 : Magyar génmesék
- 2021 : Magyar passió
- 2022 : Larry
- 2023 : Elfogy a levegõ